# Sławkowo (Mława)
Pour les articles homonymes, voir Sławkowo.
Sławkowo (prononcé en polonais : [swafˈkɔvɔ]) est un village polonais de la gmina de Szreńsk dans la powiat de Mława de la voïvodie de Mazovie dans le centre-est de la Pologne.
Ce village se situe à environ 5 km au sud-ouest de Szreńsk (siège de la gmina), 25 kmè au sud-ouest de Mława (siège de la powiat) et à 106 km au nord-ouest de Varsovie (capitale de la Pologne).

## Histoire
De 1975 à 1998, le village appartenait administrativement à la voïvodie de Ciechanów.